# 좀

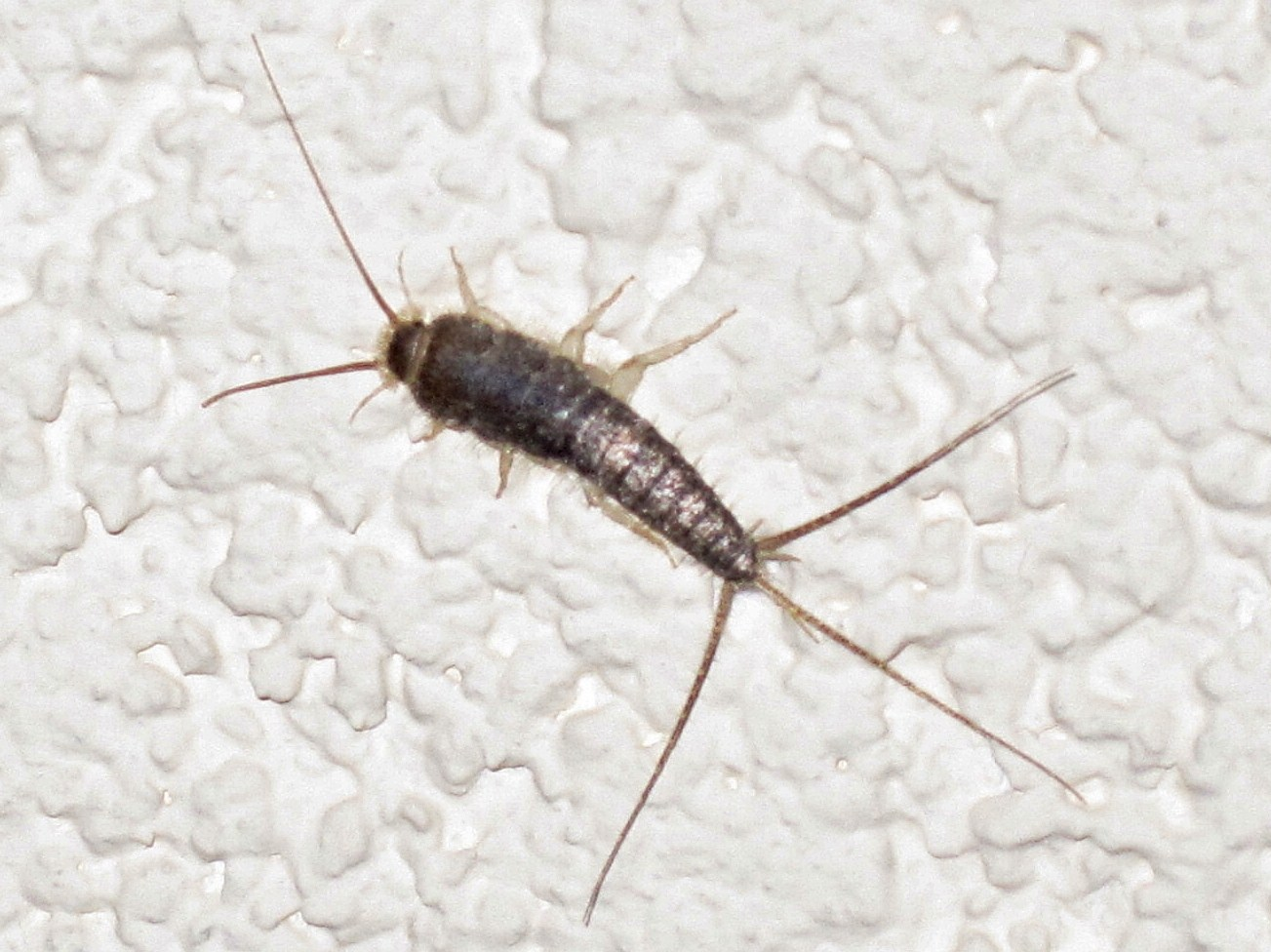

좀(Ctenolepisma longicaudata coreana) 은 좀과의 곤충이다. 전 세계에 350여 종이 존재한다.
몸길이는 8~11mm 정도이며 길고 납작하다. 날개는 없으며, 몸에는 비늘이 덮여 있다. 머리에는 한 쌍의 채찍 모양의 더듬이가 있다. 입틀은 씹는 형이며 큰턱의 관절은 두 개의 관절구(丘)로 머리와 연결되어 있다. 겹눈은 작고 서로 떨어져 있으며, 홑눈은 없다.
여러 번 변태를 하며, 성체가 된 후에도 허물을 벗는 것이 있다. 대부분 인가 부근에 살며 종이·풀 등 탄수화물류를 먹는다. 그러나, 질병을 매개하는 일은 드물다.
낙엽이나 돌 밑에 사는데, 드물게 개미나 흰개미 등의 집에 기생생활을 하는 종도 있다. 집안에 들어와 의류 등을 먹어 해치기도 한다.
주로 싱크대, 옷장, 침대 밑 등 습기가 많은곳에서 활동한다.